# Кивраг
Кыврак (азерб. Qıvraq — милый) — посёлок в Нахичеванской АР Азербайджана. Является административным центром Кенгерлинского района.

## Общие сведения
19 марта 2004 года посёлок стал административным центром вновь образованного Кенгерлинского района.
В посёлке действует филиал Kapital Bank.
Действовала Гыврагская сельская участковая больница. На её базе создана Кенгерлинская районная центральная больница. В 2006 году было построено новое здание больницы. В здании больницы проведена капитальная реконструкция. 7 апреля 2014 года больница была открыта после реконструкции. Персонал больницы составляет 95 человек.
В посёлке расположена средняя школа. Школа является одной из 50, победивших в конкурсе «Лучшая средняя школа 2008/2009».
Планируется строительство новой школы на 500 ученических мест.
Действует кольцевая автодорога Тезекенд — Чарпангала — Гывраг протяженностью 39,2 километра.

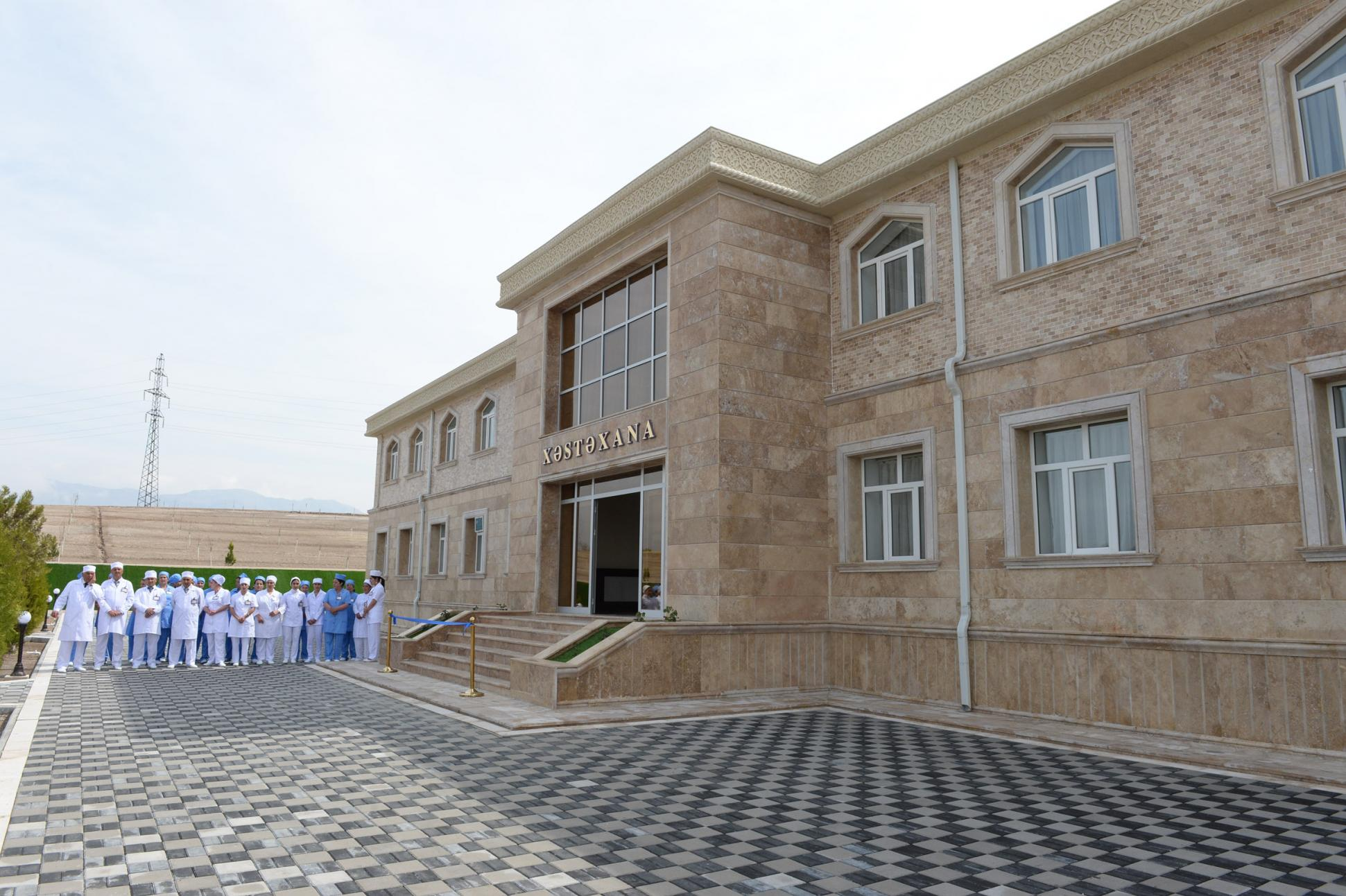
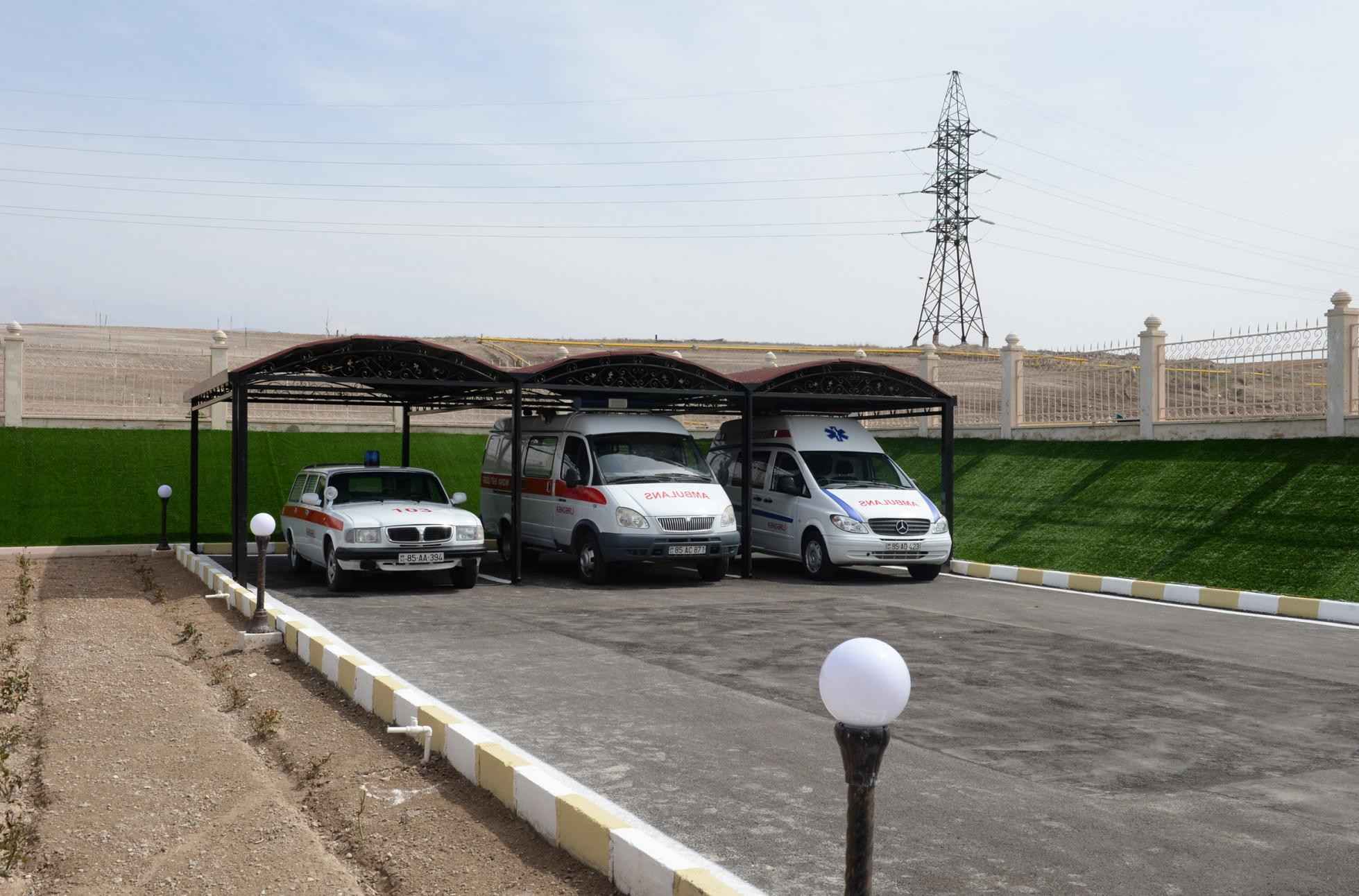